# Thunder Horse PDQ
Thunder Horse PDQ – największa na świecie półzanurzalna platforma wydobywcza, typu GVA 40000, usytuowana w Zatoce Meksykańskiej, 240 kilometrów na południowy wschód od Nowego Orleanu. Działa na polu naftowym Thunder Horse, w miejscu, w którym głębokość osiąga 1840 metrów. 
Koszt konstrukcji wyniósł około miliarda dolarów amerykańskich. Przewidywany okres pracy to 25 lat, podczas których ma wydobyć miliard baryłek ropy naftowej. Jest zdolna do przetwarzania 5,7 milionów metrów sześciennych gazu i 40 tysięcy metrów sześciennych ropy na dobę. Właścicielami Thunder Horse są British Petroleum (75% udziałów, firma zarządza platformą) oraz ExxonMobil (25%).
Kadłub został skonstruowany przez Daewoo Shipbuilding & Marine Engineering w Korei Południowej. W 2004 r. został dostarczony przez transportowiec półzanurzalny Blue Marlin do wykończenia w Corpus Christi w Teksasie.

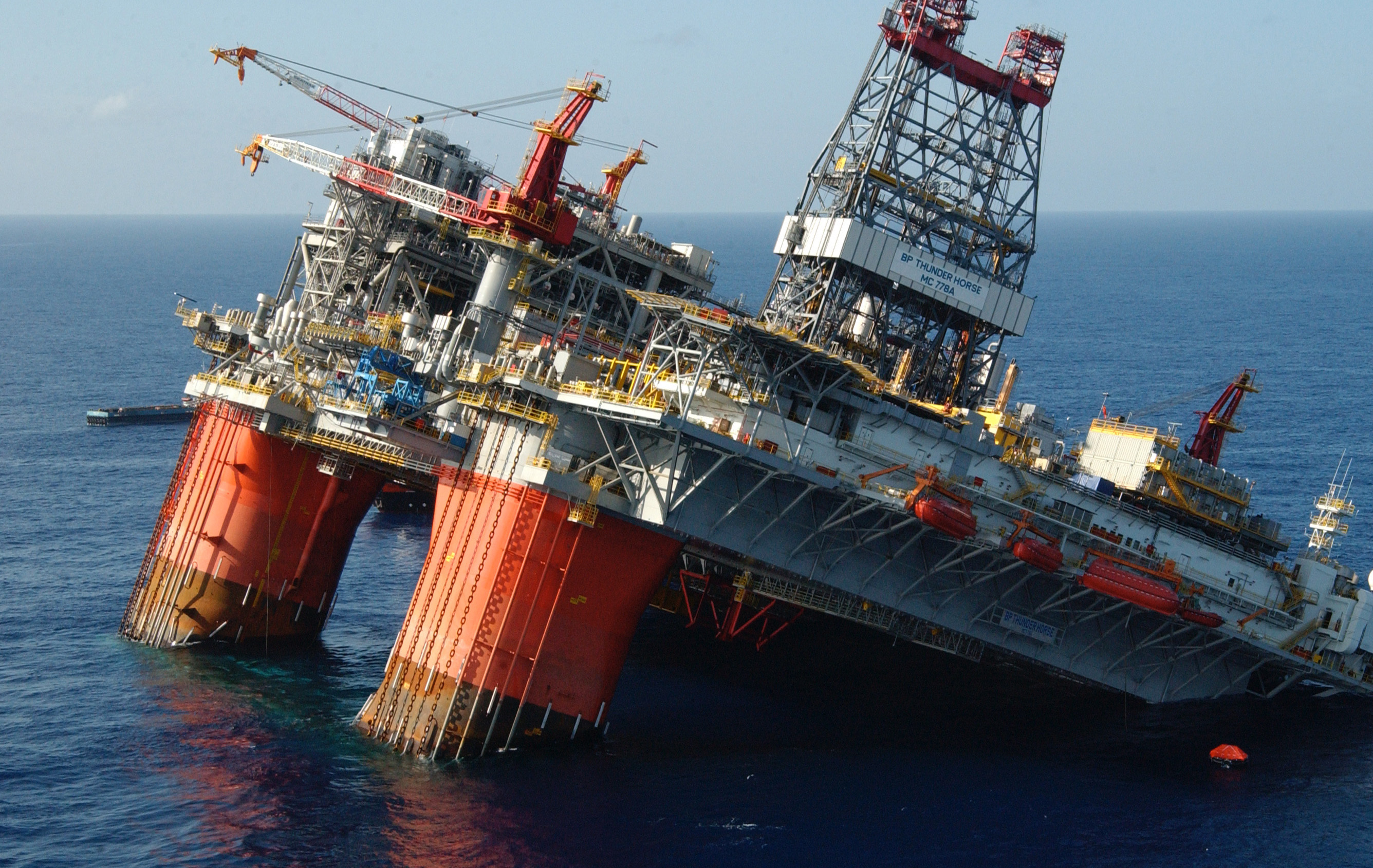
Platforma po przewróceniu się w 2005 r.

W lipcu 2005 r. załoga została ewakuowana przed huraganem Dennis. Po jego przejściu platforma była w złym stanie – zespoły inspekcyjne nie znalazły uszkodzeń kadłuba, lecz mimo to nabierała wody. Winna była niewłaściwie podłączona 6-calowa rura, która umożliwiła swobodny przepływ wody pomiędzy kilkoma zbiornikami balastowymi. To zapoczątkowało łańcuch wydarzeń, których skutkiem było przewrócenie się platformy. To wydarzenie przyśpieszyło wzrost cen ropy z powodu spekulacji na temat wyczerpywania się jej zapasów. Wypadek uniemożliwił planowane oddanie platformy do eksploatacji w 2005 r., jednak została ona naprawiona i rozpoczęła pracę trzy lata później, w 2008 r.